# Chiesa di San Martino (Bari)
La chiesa di San Martino è una piccola cappella privata sconsacrata inglobata nel barocco Palazzo Bianchi Dottula situato in Bari Vecchia e sorta su un precedente edificio di culto (ed ex oratorio) di epoca bizantina. L'edificio, riaperto dopo decenni di abbandono, è gestito dall'APS Martinus

## Storia
Si tratta, probabilmente, di uno dei luoghi storici e religiosi più antichi della città, la sua costruzione risalirebbe infatti al IX – X secolo d.C. (ben prima della costruzione della Basilica di San Nicola) per opera della famiglia Dottula nel periodo di dominazione bizantina di Bari. Di quell'epoca, durata quasi due secoli (876-1071), restano pochissime tracce architettoniche e artistiche, alcune visibili nel sottosuolo di chiese e palazzi.
Sui resti dei muri perimetrali dell'originaria cappella, probabilmente distrutta da Guglielmo il Malo nel 1156 e in parte ricostruita successivamente, a partire dal XVI secolo, venne innalzata l'attuale struttura, inglobata infine nel palazzo Bianchi Dottula.

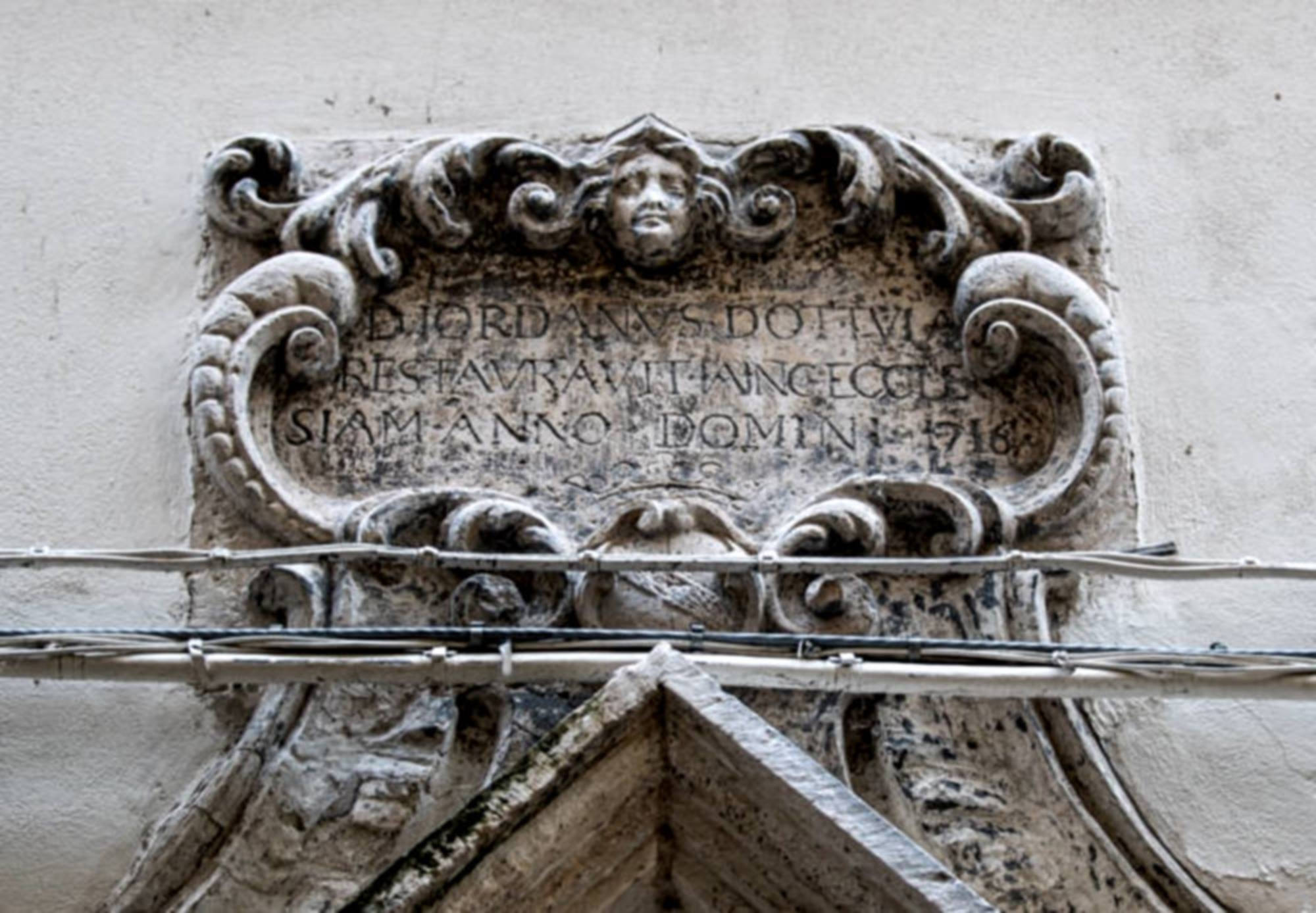
Iscrizione portale Chiesa di San Martino Bari (1716)

I Dottula, tra la fine del'600 e gli inizi del'700, restaurarono la chiesa dandole l'aspetto barocco evidenziabile già dall'esterno nell'elegante portale con epigrafe (che costituiva anche il nuovo ingresso al luogo di culto) che ricorda i lavori di ristrutturazione voluti da Giordano Dottula e ultimati nel 1716.
Verso la metà dell'800 fu gestita dai Benedettini che la abbandonarono agli inizi del '900. San Martino continuerà a svolgere le funzioni religiose fino ad essere definitivamente chiusa al pubblico tra gli anni 50 e 60 inaugurando un lungo periodo di oblìo. 
Degli scavi effettuati in quegli anni non resta alcuna traccia documentale. Gli elementi artistici e architettonici furono esaminati accuratamente soltanto negli anni '90, quando vennero effettuati dei nuovi studi sommari sul sito. Dopo un lungo periodo di abbandono durato 60 anni, nel 2012, su decisione della famiglia Mitolo di Giovinazzo, discendente dei Bianchi-Dottula e proprietaria dell'intero fabbricato, ha avuto inizio il progetto di studio, restauro e rifunzionalizzazione della chiesa a cura dell'APS Martinus, collettivo di associazioni e privati. Il gruppo sta cercando di reperire i finanziamenti necessari all'intero recupero della chiesa, per poterla riaprire definitivamente al pubblico come polo museale, con il rinnovato nome di Martinus spazio|arte|tempo. 

## Descrizione

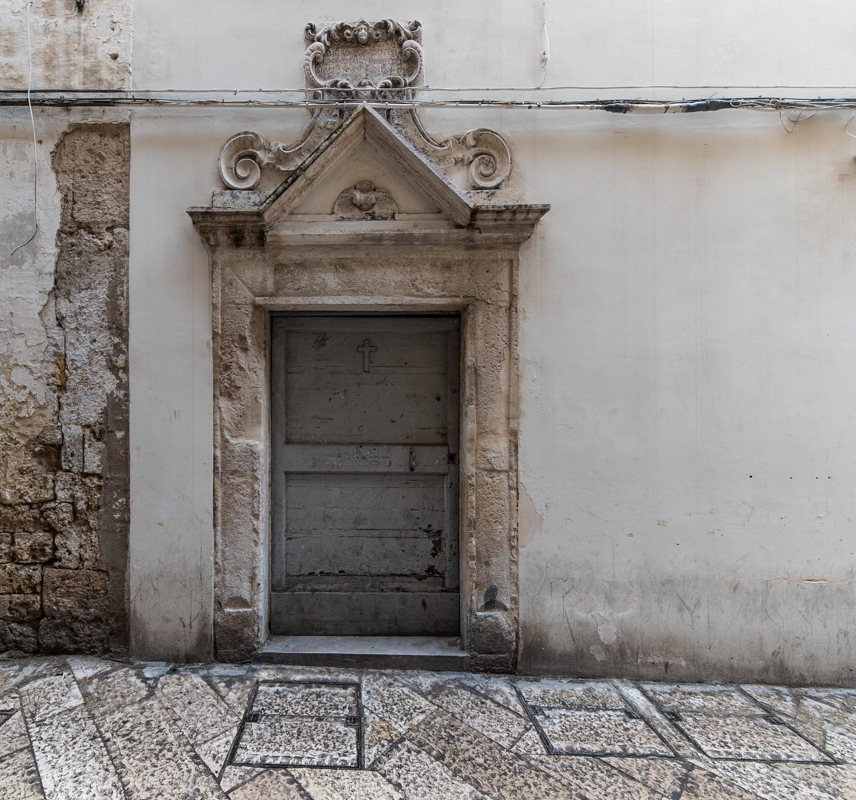
Ingresso Chiesa di San Martino

L'ingresso attuale della chiesa di San Martino si trova in strada Bianchi Dottula n.3, al piano terra dell'omonimo palazzo.  
All'interno sono ben in vista i diversi strati di pavimentazione, a chiancarelle regolari e tessere policrome, riferiti alle diverse epoche di frequentazione della cappella. Il corpo principale della chiesa è costituito da un alto ambiente rettangolare. 

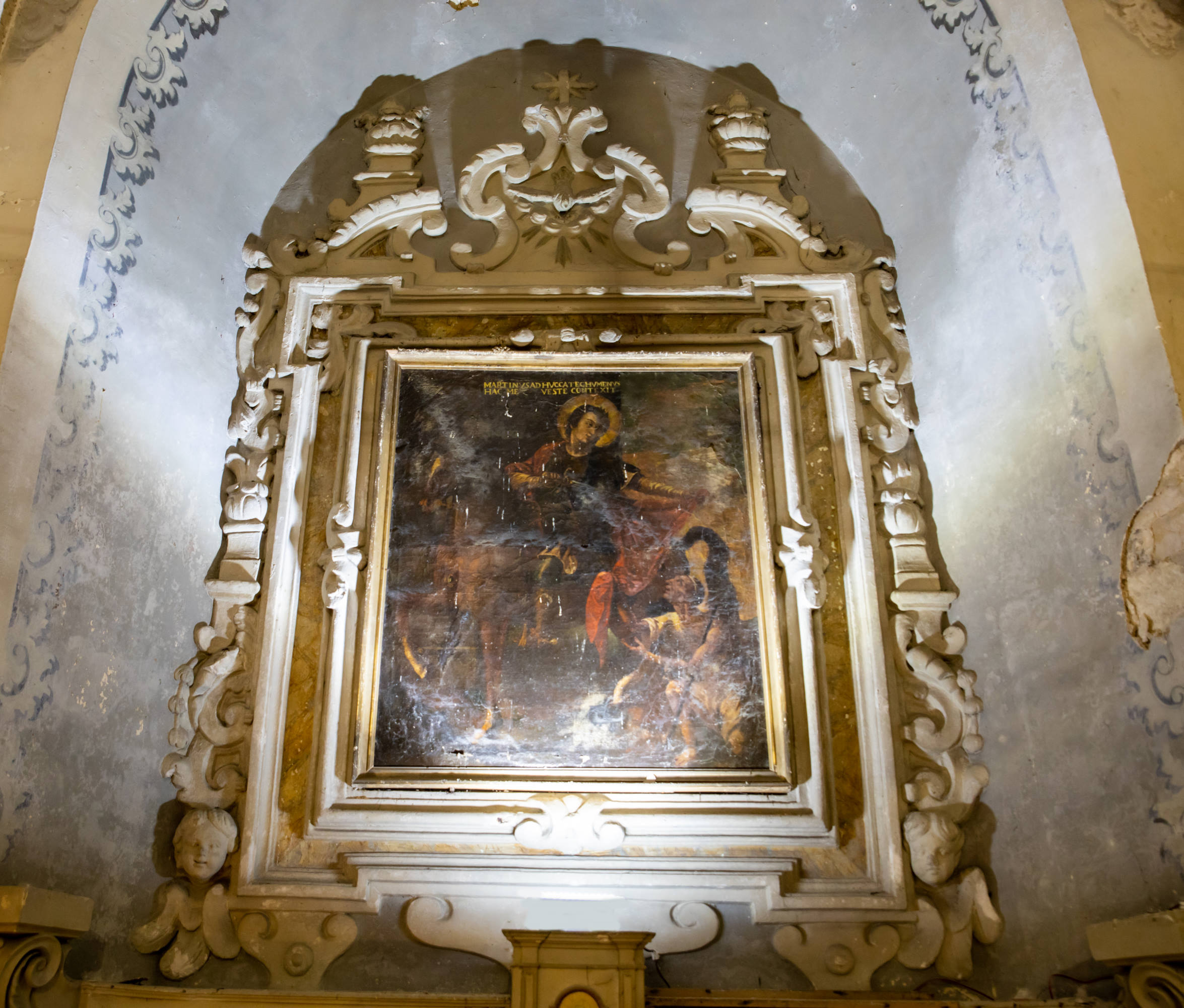
Altare maggiore con quadro di San Martino

Nella zona nord della navata ci si imbatte sulla destra in uno scavo realizzato nel 2021 nel quale è stato rinvenuto un affresco risalente al XII secolo: un mezzo busto maschile vestito con una tunica gialla e dei sandali che regge un cartiglio in latino. 
Questo ritrovamento fa suppore che al di sotto dell'attuale pavimentazione si possano trovare altre tracce artistiche dell'originario tempio. Sul muro di sinistra invece un ampio affresco ritrae una Panaghia Platytera o Madonna del Segno databile tra il XV secolo e il XVII secolo seppur ricolorata in epoca successiva.
Al di sotto del grande finestrone che illumina l'ambiente si trova invece un elaborato stemma nobiliare comprendente i diversi blasoni dei Bianchi-Dottula, sormontato da una corona.

### Zona ipogea

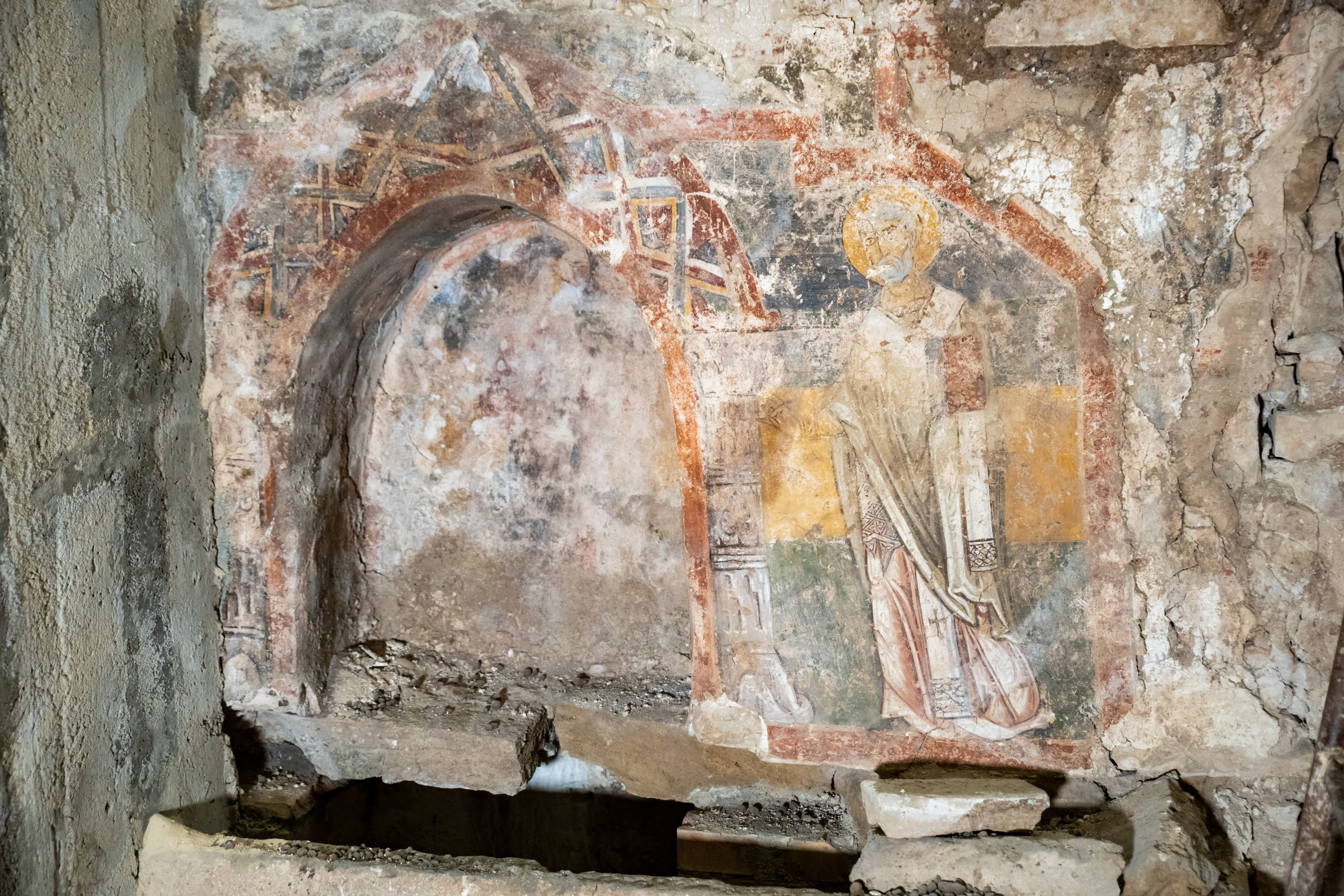
Nicchia affrescata zona ipogea

Sul fondo nella navata, in un profondo varco di circa 3 metri effettuato negli anni 70, si trova la parte più antica di tutto il sito. Nell'ambiente ipogeico del IX-X secolo d.C. Nella parte destra si distingue una figura maschile anonima in abiti vescovili con al suo fianco un'iscrizione greca.  
Nell'arcosolio è invece rappresentata una scena di Deesis (intercessione) con al centro un ormai impercettibile Cristo Pantocratore, sulla sinistra la Vergine a mani giunte sul petto con indosso una tunica celeste e un maphorion (mantello) scuro e sulla destra San Michele Arcangelo, riconoscibile dalle ali bianche e brune intento a reggere un globo con una mano e con l'altra stringe una sottile e lunga lancia che sembra terminare con una croce.  
Il prosieguo dell'affresco, sul lato sinistro della parete, risulta occultato da un pilastro di cemento realizzato durante gli scavi degli anni '70.                

Al di sotto invece si trova il millenario sepolcro del sacerdote Smaragdo, formato da una lastra a croce patente, inscritta in una ghirlanda stilizzata e da una epigrafe funeraria.

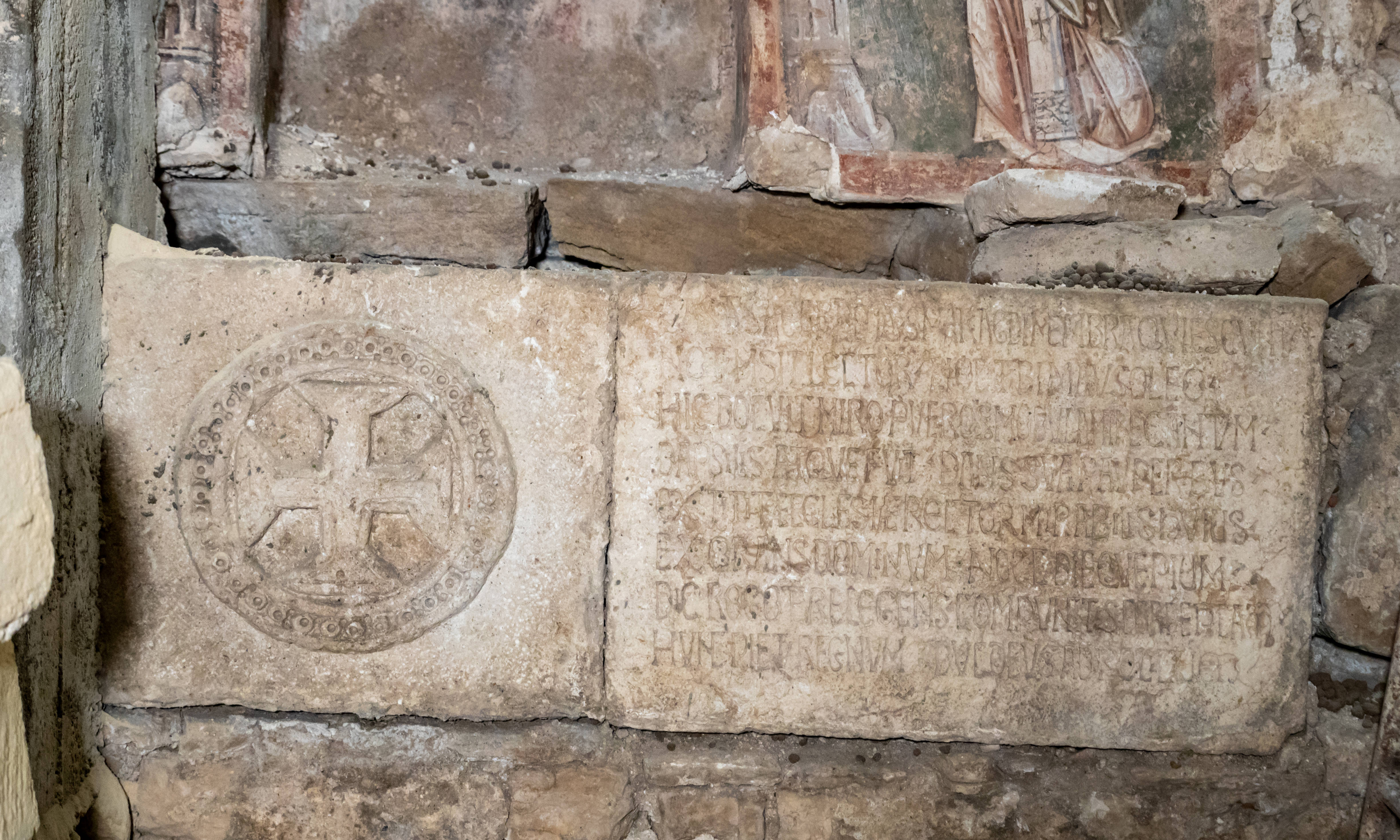
Lastra tombale del sacerdote Smaragdo

Smaragdo fu sacerdote, rettore della chiesa e maestro di canto per i pueros (bambini). Un'attività che, oltre ad aver aggiunto l'appellativo di "oratorio" alla chiesa, ben si inquadra in un periodo storico in cui si ha notizia dell'esistenza di diverse scholae cantorum a Bari, delle quali è rimasta testimonianza in importanti documenti come gli Exultet I, II e III conservati nel locale Museo Diocesano.